# Tina Thompson
Tina Marie Thompson (* 10. Februar 1975 in Los Angeles, Kalifornien, Vereinigte Staaten) ist eine ehemalige Basketball-Spielerin. Zu Beginn ihrer professionellen Karriere gewann sie von 1997 bis 2000 viermal hintereinander die Meisterschaft der Profiliga Women’s National Basketball Association mit den Houston Comets. 2013 beendete sie ihre Karriere bei den Seattle Storm, nachdem sie auch international in Italien, Südkorea, Russland und Rumänien professionell aktiv gewesen war. Mit der US-amerikanischen Damenauswahl gewann sie zweimal die olympische Goldmedaille bei den Spielen 2004 und 2008.
Am 31. März 2018 wurde Thompsons Aufnahme in die Naismith Memorial Basketball Hall of Fame bekanntgegeben.

## Karriere

### College
Tina Thompson spielte 1997 eine kurze Zeit lang an der University of Southern California für die Trojans.

### Women’s National Basketball Association
1997 wurde sie im WNBA Draft an erster Stelle von den Houston Comets ausgewählt. Damit war sie auch Mitglied des legendären Comets Teams, das von 1997 bis 2000 vier Mal die WNBA-Meisterschaft gewinnen konnte. Zum Abschluss ihrer Karriere in der WNBA spielte sie noch für die Los Angeles Sparks und Seattle Storm. Nach der Saison 2013 beendete sie ihre lange Karriere.
Bis zu diesem Zeitpunkt bestritt sie in 17 WNBA-Saisons in der regulären Saison 496 Spiele, dabei stand sie 470 Mal in der Startformation und erzielte 7488 Punkte, 3070 Rebounds und 803 Assists. In 47 Playoff-Partien (davon 44 in der Startformation) erzielte sie 609 Punkte, 316 Rebounds und 71 Assists. Sie hat nach Lisa Leslie die zweitmeisten Punkte aller WNBA-Spielerinnen bis jetzt erzielt.  Tina Thompson wurde für ihre Leistungen in der WNBA sowohl 2006 in das aus zehn Spielerinnen bestehende WNBA All-Decade Team als auch zum 15-jährigen Jubiläum der Liga im Jahr 2011 zu den WNBA's Top 15 Players of All Time gewählt. 2021 wurde sie unter die 25 Greatest Players in WNBA History gewählt.

### Europa
In der Saisonpause der WNBA spielte Thompson wie viele WNBA-Spielerinnen regelmäßig in Europa. Seit dem Jahr 2001 stand sie dabei für Teams aus Italien, Russland und Rumänien dem Platz. Zuletzt spielte sie in der Saison 2009/10 für den rumänischen Verein CSM Târgoviște.

### Nationalmannschaft
Cooper holte mit dem US-amerikanischen Damen-Basketballteam bei der Basketball-Weltmeisterschaft 2006 in Brasilien die Bronzemedaille, nachdem sie die Teilnahme an der WM 1998 in Deutschland verletzungsbedingt verpasst hatte.
2004 und 2008 gewann sie bei den Olympischen Sommerspielen in Athen und Peking mit der US-amerikanischen Basketballnationalmannschaft die Goldmedaille.